# 松本源太郎
松本 源太郎（まつもと げんたろう、安政6年3月11日（1859年4月13日） - 大正14年（1925年）10月29日）は、日本の教育者。宮中顧問官。

## 経歴
- 1859年（安政6年）越前国南条郡武生（現在の福井県越前市）で、福井藩武生領主本多氏家臣松本晩翠の長男として生まれる。
- 1867年（慶応3年）府中の立教館に学び、武芸も習得。
- 1871年（明治4年）武生騒動の際、父晩翠が嫌疑をかけられ、また叔父の竹内団は福井で獄死。福井に移住を強いられる。
- 1872年（明治5年）武生進修小学校で今立吐酔から英語を学ぶ。
- 1874年（明治7年）東京に遊学。まず、横浜の宣教師バラの学校(明治学院の系列)で英語を磨く。その後、カロザースの築地大学校[3]、大阪英語学校、大学予備門に入る。
- 1886年（明治19年）東京大学文学部選科を修了した。
- 1887年（明治20年）第一高等中学校の教諭となる。この頃、日本にはまだ心理学がなかったが、英国書を翻訳して講義をしていた。
- 1889年（明治22年）旧福井藩主の息子の松平康荘が英国に農業の勉強のため留学するに際し、監督を依頼され英国に渡る。渡英中、オックスフォード大学マンスフィールドカレッヂに入り、著名な教授に出会い個人教授を受ける。E.ウォリス教授に哲学、J.ケアード教授に考古学を学ぶ。
- 第一高等中学校教諭、第一高等学校教授・東京高等師範学校教授、山口高等商業学校校長・教授を歴任した。
- 1899年（明治32年）第五高等学校教頭。(教授に夏目漱石がいた)。
- 1900年（明治33年）山口高等学校校長・教授
- 1904年（明治37年）学習院教授に転じ、女学部長を兼ねた。乃木希典とは水魚の間柄と伝わる。
- 1918年（大正7年）学習院退官とともに、宮中顧問官に任命された[4]。
- 1925年（大正14年）東京で没する。武生、宝円寺に眠る。